# جواو باولو (لاعب كرة قدم)
جواو باولو (بالبرتغالية: João Paulo‏) (7 أبريل 1988 بساو باولو في البرازيل - ) هو لاعب كرة قدم برازيلي في مركز الدفاع. لعب مع أتلتيكو براغانتينو وسانتو أندريه ونادي إنتر باكو ونادي بوليتكنيكا ياشي ونادي فريموند ‏ وChengdu Tiancheng F.C. ‏ ونادي موجي ميريم ونادي اتلتيكو سوروكابا ونادي تشافيس وOeste Futebol Clube ‏ وIpatinga Futebol Clube ‏.

## وصلات خارجية
- جواو باولو (لاعب كرة قدم) على موقع قاعدة بيانات كرة القدم.إي يو (الإنجليزية)
- جواو باولو (لاعب كرة قدم) على موقع Soccerway.com (الإنجليزية)